# Nghi Phong (xã)
Nghi Phong là một xã thuộc thành phố Vinh, tỉnh Nghệ An, Việt Nam.
Thường trực Tỉnh uỷ Nghệ An đã thống nhất phương án sáp nhập thị xã Cửa Lò và 6 xã của huyện Nghi Lộc vào thành phố Vinh trong đó có xã Nghi Phong.
Trước năm 1945, vùng đất Nghi Phong nay thuộc tổng Thượng Xá. Tháng 5/1946, cấp tổng bị xóa bỏ, các đơn vị hành chính cấp xã của huyện Nghi Lộc được sáp nhập còn 24 xã. Tháng 4/1947, huyện Nghi Lộc sắp xếp 24 xã còn 13 xã. Các xã Ngư Phong, Hợp Thái nhập lại thành xã Ngư Hải.
Năm 1954, huyện Nghi Lộc chia 13 xã thành 38 xã, lúc đó xã Ngư Hải được chia thành 3 xã gồm: Nghi Hải, Nghi Phong, Nghi Xuân, thuộc huyện Nghi Lộc. Xã Nghi Phong hoạt động ổn định cho đến nay.

## Địa lý
Xã Nghi Phong có vị trí địa lý:
- Phía bắc giáp xã Nghi Trường và Nghi Thạch
- Phía tây giáp thành phố Vinh
- Phía đông giáp xã Nghi Xuân
- Phía nam giáp xã Nghi Thái và thành phố Vinh
- Phía đông nam giáp xã Phúc Thọ.

Xã có diện tích 10,36 km², dân số năm 2022 là 10.348 người, mật độ dân số đạt 999 người/km².
Xã Nghi Phong có thổ nhưỡng xấu, chủ yếu là đất cát, không phù hợp để sản xuất nông nghiệp.

## Hành chính
Xã Nghi Phong được chia thành 22 xóm: Phong Hưng (xóm 1), Phong Hải (Xóm 2), Phong Lâm (Xóm 3), Phong Xuân (Xóm 4), Phong Mỹ (Xóm 5), Phong Hòa (Xóm 6), Phong Thịnh (Xóm 7), Phong Quang (Xóm 8), Phong Thái (Xóm 9), Phong Trung (Xóm 10) Phong Vinh (Xóm 11), Phong Liên (Xóm 12), Phong Thành (Xóm 13), Phong Hợp (Xóm 14), Phong Yên (Xóm 15), Phong Tân (Xóm 16), Phong Điền (Xóm 17), Phong Phú (Xóm 18), Phong Văn (Xóm 19), Phong Anh (Xóm 20), Phong Cảnh (Xóm 21), Phong Lạc (Xóm 22)  
Năm 2019 sát nhập 19 xóm còn lại 9 xóm [Theo Nghị quyết vừa được HĐND tỉnh Nghệ An khóa XVII thông qua tại kỳ họp thứ 10 https://baonghean.vn/chi-tiet-sap-nhap-338-xom-tai-28-xa-thi-tran-cua-huyen-nghi-loc-254840.html]
- Phong Hưng (xóm 1), Phong Hải (Xóm 2), Phong Lâm (Xóm 3) nhập lại thành Xóm 1
- Phong Xuân (Xóm 4), Phong Mỹ (Xóm 5), Phong Thịnh (Xóm 7) nhập lại thành Xóm 2
- Phong Hòa (Xóm 6), Phong Phú (Xóm 18) nhập lại thành Xóm 3
- Phong Quang (Xóm 8), Phong Thái (Xóm 9), Phong Trung (Xóm 10) nhập lại thành Xóm 4
- Phong Liên (Xóm 12),  Phong Thành (Xóm 13) nhập lại thành Xóm 5
- Phong Yên (Xóm 15), Phong Hợp (Xóm 14) nhập lại thành Xóm 6
- Phong Tân (Xóm 16), Phong Điền (Xóm 17), Phong Vinh (Xóm 11) nhập lại thành xóm 7
- Phong Văn (Xóm 19), Phong Anh (Xóm 20) nhập lại thành xóm 8
- Phong Cảnh (Xóm 21), Phong Lạc (Xóm 22) nhập lại thành xóm 9
Trung tâm hành chính mới được xây dựng đặt tại xóm Phong Thịnh bám trục đường chính của xã.

## Xã hội

### Giáo dục
Trường Đại học Vinh (Cơ sở 2) nằm trên địa bàn 2 xóm Phong Xuân và xóm Phong Lâm.
Xã đạt chuẩn nông thôn mới vào năm 2018.

## Văn hóa
Chùa Tu tại Xóm 4 (Phong Thái)
Khu lưu niệm chí sĩ Đặng Thái Thân Xóm 4 (Phong Thái)
Di tích lịch sử đền Phượng Cương tại Xóm 7 (Phong Vinh).
Di tích lịch sử đền Cả tại Xóm 2 (Phong Xuân).

## Giao thông
Có đường quốc lộ 46 và tỉnh lộ 535 chạy qua. Dự án đại lộ Vinh - Cửa Lò với tổng chiều dài tuyến 10,8 km, tổng mức đầu tư là 4.157 tỷ đồng đi qua xã đang được triển khai thi công.